# Hendrix Yancey
Pour les articles homonymes, voir Yancey.
Hendrix Yancey, née le 25 août 2011 à Benton (Arkansas), est une actrice américaine notamment connue pour interpréter la jeune Jan Broberg dans la série télévisée A Friend of the Family.

## Biographie
Née dans la ville de Benton en Arkansas, elle est la fille de Timie et Jake Yancey. Elle a un frère aîné nommé Hudson.

## Filmographie

### Cinéma
- 2021 : Charming the Hearts of Men de S.E. DeRose : Angelina

### Télévision
- 2019 : Unbelievable : Daisy
- 2022 : Stranger Things : 013 (5 épisodes)
- 2022 : A Friend of the Family : Jan Broberg, jeune (6 épisodes)
- 2022 : George and Tammy : Gwen